# Scleropogon kelloggi
Scleropogon kelloggi là một loài ruồi trong họ Asilidae. Scleropogon kelloggi được Wilcox miêu tả năm 1937. Loài này phân bố ở vùng Tân Bắc giới.